# Киборг
Киборг је кибернетски организам који се састоји од вештачих и природних делова, или - како на то данас најчешће гледамо - организам који има побољшане способности захваљујући технологији.
Измишљени киборзи приказани су као спој органских и синтетичких делова и често заправо постављају питање разлике између човека и машине - у смислу морала, слободне воље и емпатије. Могу бити приказани као видљиви механизми (нпр. Борг из Звезданих стаза) или као скоро неприметно различити од људи. Често имају физичке, одн. психичке способности далеко развијеније од људских. Стварни киборзи су чешће људи који користе кибернетичку технологију да поправе или надвладају физичке и психичке недостатке властитог тела.
Типичан пример стварног киборга био би, на пример, човек са монтираним пејсмејкером или инсулинском пумпом. Неки теоретичари чак узимају контактна сочива и слушне апарате као примере побољшавања човекових способности употребом технологије.

## Киборзи у медицини
У медицини постоје две врсте киборга - „restorative“ и „enhanced“. Ресторативна технологија замењује изгубљене функције, органе или удове. Главни аспект ресторативне киборгизације је оправка изгубљених процеса ради повратка на здрав или просечан ниво функционалности одређених делова тела. Нема побољшања у односу на првобитне способности које су изгубљене. С друге стране, побољшани („enhanced“) киборг прати принцип максималне искористивости: максималан учинак (добијене информације или модификације) и минимално улагање (енергија потрошена у процесу). Према томе, побољшани киборг настоји премашити нормалне способности или чак добити нове сподобности које прије није имао.
'„Brain-computer interface“' или BCI омогућује директно повезивање мозга и спољњег уређаја. Истраживање BCI-а, који користи електроде уграђене директно у сиву масу мозга, фокусира се на обнављање оштећеног вида код слепих и пружању покретљивости код парализованих особа.